# Nouakchott
Nouakchott (französisch [nwakˈʃɔt], arabisch نواكشوط, DMG Nawākšūṭ, deutsch auch Nuakschott) ist die Hauptstadt Mauretaniens. Mit über einer Million Einwohnern ist sie die mit Abstand bevölkerungsreichste Stadt mit dem zweitgrößten Hafen des Landes.
Die verkehrsgünstige Lage Nouakchotts am Atlantischen Ozean im Süden des Landes wurde 1958 ausgewählt, um an der Stelle eines Dorfes mit 500 Einwohnern am Ende der französischen Kolonialzeit eine Hauptstadt für das unabhängig werdende Land zu errichten. Bei der Unabhängigkeit 1960 lag die Einwohnerzahl noch im vierstelligen Bereich; durch Landflucht infolge von Wirtschaftskrisen und Dürreperioden in den 1970er und 1980er Jahren ist sie seither weitgehend ungeplant auf über 1.440.000 im Jahr 2023 gestiegen. Ein Großteil der Zugezogenen lebt fern dem nach westlichem Muster geplanten Geschäftszentrum in weitläufigen Quartieren in Billigunterkünften mit einer in allen Bereichen unzureichenden Infrastruktur.
Nouakchott bildet drei der fünfzehn Regionen Mauretaniens, Nouakchott Nord, Nouakchott Ouest und Nouakchott Sud.

## Lage und Klima
Nouakchott ist umgeben von der südwestmauretanischen Region Trarza, deren nördlicher Teil zum Wüstengürtel der Sahara gehört. Die Stadt liegt auf der geografischen Breite von 18° und damit etwas nördlich des Übergangsbereichs von den südlichen Grasebenen der Trockensavanne zur Sahara. Größere Gebiete werden durch weiter vordringende Sanddünen charakterisiert, die parallel zum ganzjährig von Nordosten nach Südwesten wehenden Passatwind ausgerichtet sind. Diese Luftströmung treibt das warme Oberflächenwasser von der Küste ab und bringt kühles Meerwasser aus der Tiefe nach oben. Dadurch bleibt die Lufttemperatur im Küstenbereich gegenüber dem wüstenheißen Landesinnern geringer und mit Tagesschwankungen zwischen 20 und 35 °C relativ konstant. Die Niederschläge betragen im Jahresdurchschnitt 150 Millimeter. Sie fallen zwischen Juli und September als Sommerregen und verdunsten zum großen Teil. In Meeresnähe sorgen eine höhere Luftfeuchtigkeit und Nebelschleier für einen Bewuchs mit Gras und Büschen, der in einigen Außenbezirken die Stadt begrenzt. Nouakchott befindet sich an einem für Mauretanien klimatisch günstigen Standort. Gelegentlich überfluten heftige Regenfälle die Straßen und tiefer gelegene Wohngebiete.
Ein wenige Meter hoher Küstenstreifen mit Sanddünen trennt die tief gelegene flache Ebene dahinter vom Meer. Die obere Bodenschicht besteht aus quartären Sanden, die mit Muschelkalk vermischt sind. An manchen Stellen haben sich Evaporite abgelagert. Die höchste Erhebung im Stadtgebiet beträgt 31 Meter, die überwiegende Stadtfläche liegt drei bis zehn Meter hoch. Dazwischen befinden sich zahlreiche kleinere Senken unter drei Metern Höhe über dem Meer.
Der Standort als Hauptstadt wurde hauptsächlich nach zwei Kriterien ausgewählt: zum einen die Lage ungefähr in der Mitte zwischen der senegalesischen Hauptstadt Dakar, in der die Verwaltung von Französisch-Westafrika ihren Sitz hatte, und der Hafenstadt Nouadhibou. Der Grenzübergang zum südlich gelegenen Senegal in Rosso ist 203 Kilometer entfernt.
Der andere Auswahlgrund war politisch. Die Hauptstadt sollte ein völkerverbindendes Symbol werden. Um keine Gruppe zu bevorzugen, schien eine „neutrale“ Lage zwischen dem Siedlungsraum der arabisch-berberischen Bidhans im Norden und dem Gebiet der schwarzafrikanischen Soudans am Senegalfluss geeignet.
|                       | Jan  | Feb  | Mär  | Apr  | Mai  | Jun  | Jul  | Aug  | Sep  | Okt  | Nov  | Dez  |   |      |
| Mittl. Tagesmax. (°C) | 28,8 | 30,4 | 32,5 | 32,8 | 34,0 | 33,3 | 31,7 | 32,1 | 34,1 | 34,9 | 32,7 | 29,2 | ⌀ | 32,2 |
| Mittl. Tagesmin. (°C) | 12,7 | 14,3 | 16,7 | 17,8 | 19,6 | 21,8 | 23,4 | 24,1 | 24,3 | 21,8 | 18,0 | 14,0 | ⌀ | 19,1 |
|                       |      |      |      |      |      |      |      |      |      |      |      |      |   |      |
| Niederschlag (mm)     | 0    | 2    | 2    | 0    | 0    | 0    | 14   | 37   | 28   | 7    | 1    | 7    | Σ | 98   |
|                       |      |      |      |      |      |      |      |      |      |      |      |      |   |      |
| Sonnenstunden (h/d)   | 7,8  | 8,8  | 9,6  | 10,6 | 10,0 | 9,5  | 8,8  | 8,5  | 8,3  | 8,3  | 8,6  | 8,0  | ⌀ | 8,9  |
|                       |      |      |      |      |      |      |      |      |      |      |      |      |   |      |
| Regentage (d)         | 0    | 0    | 0    | 0    | 0    | 0    | 1    | 3    | 2    | 0    | 0    | 0    | Σ | 6    |
|                       |      |      |      |      |      |      |      |      |      |      |      |      |   |      |
| Wassertemperatur (°C) | 19   | 19   | 19   | 19   | 20   | 22   | 25   | 26   | 27   | 25   | 24   | 21   | ⌀ | 22,2 |
|                       |      |      |      |      |      |      |      |      |      |      |      |      |   |      |
| Luftfeuchtigkeit (%)  | 36   | 39   | 43   | 49   | 54   | 60   | 70   | 72   | 69   | 55   | 44   | 35   | ⌀ | 52,2 |

| 12,7 |

| 14,3 |

| 16,7 |

| 17,8 |

| 19,6 |

| 21,8 |

| 23,4 |

| 24,1 |

| 24,3 |

| 21,8 |

| 18,0 |

| 14,0 |

| 12,7 |

| 14,3 |

| 16,7 |

| 17,8 |

| 19,6 |

| 21,8 |

| 23,4 |

| 24,1 |

| 24,3 |

| 21,8 |

| 18,0 |

| 14,0 |

## Geschichte

### Bis zur ersten Hälfte des 20. Jahrhunderts
Aus mehreren Stammesgruppen der nomadisierenden Bidhans bildete sich im Laufe des 18. und 19. Jahrhunderts das Emirat Trarza als eine von vier politischen Einheiten im Gebiet des heutigen Mauretanien, dessen Herrscher überwiegend zu den Banī Hassān gehörten und den seit der Almoravidenzeit eingebürgerten Titel Emir beanspruchten.
Das französische Kolonialgebiet erstreckte sich um 1900 bis zum Senegalfluss als nördlicher Grenze. Die von den mauretanischen Emiraten gelieferten Waren exportierten die Franzosen im 19. Jahrhundert über Saint-Louis und andere Häfen im Senegal. Dazu gehörte insbesondere Gummi arabicum, das im Südwesten überwiegend aus den Verek-Akazien-Wäldern um Boutilimit gewonnen wurde. Die beiden von den Europäern an der mauretanischen Küste angelegten Handelsplätze Portendik (anfangs „Marsa“, 40 Kilometer nördlich Nouakchott) und Arguin (südlich Nouadhibou) waren bereits Anfang des 19. Jahrhunderts aufgegeben worden.
1902 unterzeichnete der französische Militärführer Xavier Coppolani mit dem Scheich von Boutilimit einen Friedensvertrag, der Trarza und weitere Gebiete im Süden in den französischen Einflussbereich brachte. Freundlich gesinnte Stammesführer, die sich freiwillig unterordneten, wurden von den Franzosen – wie zuvor schon im Senegal – gefördert. Die militärische Niederschlagung von Aufständen im restlichen Land dauerte bis in die 1920er Jahre. Bis zur Unabhängigkeit Mauretaniens lag der Sitz der französischen Verwaltung im senegalesischen Saint-Louis; die von den Franzosen angelegten Militärstationen wurden nur zu kleineren regionalen Verwaltungszentren ausgebaut. Für die französische Kolonialbürokratie bestand keine Notwendigkeit, in Mauretanien eine Hauptstadt zu gründen, da das Land im Vergleich zum französischen Kolonialbesitz in der Sudanregion nur geringe wirtschaftliche Bedeutung besaß. Entsprechend gering waren die Investitionen in Infrastruktur und Staatsaufbau.
Eines dieser kleinen Verwaltungszentren war Nouakchott, übersetzt „Platz der Winde“. Aus einem alten Nomadenlager entstand in der Kolonialzeit ein kleines Dorf um einen Militärstützpunkt. Der 1903 angelegte erste Militärposten wurde 1908 wieder aufgegeben und 1929 ein zweites Mal gegründet. Die befestigte Siedlung (allgemein Ksar) hatte 1957 etwa 500 (oder 2000) Einwohner.

### Hauptstadtgründung
Der französische Gouverneur Mauragues brachte Anfang 1957 einen ersten Entwurf für die zukünftige Stadt auf den Tisch. Ein zweiter Plan stammte vom Direktor für staatliche Investitionen in den Kolonialgebieten, Hirsch. Beim ersten Plan war weder ein erfahrener Architekt beteiligt noch wurden die lokalen Gegebenheiten berücksichtigt. Der zweite war nicht ausreichend detailliert ausgearbeitet. Im Mai 1957 folgte ein dritter Planungsvorschlag, der von Cerutti Marri, dem leitenden Architekten der französischen Kolonialbehörde in Dakar, ausgearbeitet war. Dieser Entwurf ging mehr ins Detail und fasste die beiden früheren Pläne weitgehend zusammen. Ein anderer Architekt der Verwaltung in Dakar namens Lainville lieferte noch einen weiteren Plan. Am 4. Juli 1957 beschloss die französische Generalversammlung der Kolonien, den Plan von Lainville mit einigen Veränderungen anzunehmen. Im März 1959 wurden die Architekten Leconte und Lafon beauftragt, den Lainville-Plan nach neuer Maßgabe zu überarbeiten.
Am 5. März 1958 legte Moktar Ould Daddah, der von den Franzosen zu dieser Zeit für die Präsidentschaft des zukünftig unabhängigen Landes bestimmt war, den Grundstein für die Hauptstadt an der Stelle des heutigen Präsidentensitzes. Grund und Boden waren in Besitz der Ehel Bouhoubeini und der Ichouganen, Untergruppen des Tendgha-Stammes, und gingen gegen Entschädigungen in öffentlichen Besitz über. Für den Baubeginn standen zunächst 1,5 Milliarden CFA-Franc bereit, davon 700 Millionen von den neuen mauretanischen Behörden und 800 Millionen vom französischen Entwicklungsfonds Fonds d’Aide et de Coopération Française. In einem ersten Bauabschnitt wurden etwa 40 kleine Villen, eine Krankenstation und eine Schule errichtet, die zunächst dem Parlament als Versammlungsort diente. Der Bau des ersten Gymnasiums (Lycée Daddah) dauerte von 1959 bis 1964.
Das von den Mustern französischer Kolonialstädte inspirierte Planungsergebnis sah zwei Zentren vor, im Norden Verwaltungsbauten und Wohngebiete für die Bessergestellten sowie im Süden ein Viertel für die einfache Bevölkerung mit einem Souk. Der Entwurf von Leconte, im März 1959 als gültig angenommen, war für maximal 15.000 Einwohner ausgelegt, da Moktar Ould Daddah der Meinung war, dass die Bevölkerung und die Wirtschaftsbetriebe sich anderswo ansiedeln würden. Bis zur Unabhängigkeit am 28. November 1960 war das Stadtzentrum in Ansätzen fertig.
Das Grundkonzept bestand aus einem Gerüst von zwei sich kreuzenden Avenuen. Im Zentrum der neuen Medina westlich des alten Ksar-Dorfes sollte eine Moschee liegen und ein zentrales Viertel für Handel und Verwaltung entstehen. Die Kosten stiegen bis 1962 auf 3 Milliarden CFA-Franc. Bis zu diesem Zeitpunkt waren etwa 50 Kilometer Straßen, ungefähr 600 Dienstwohnungen und ein Krankenhaus mit 100 Betten errichtet.

### Vom Westsaharakonflikt bis in die Gegenwart

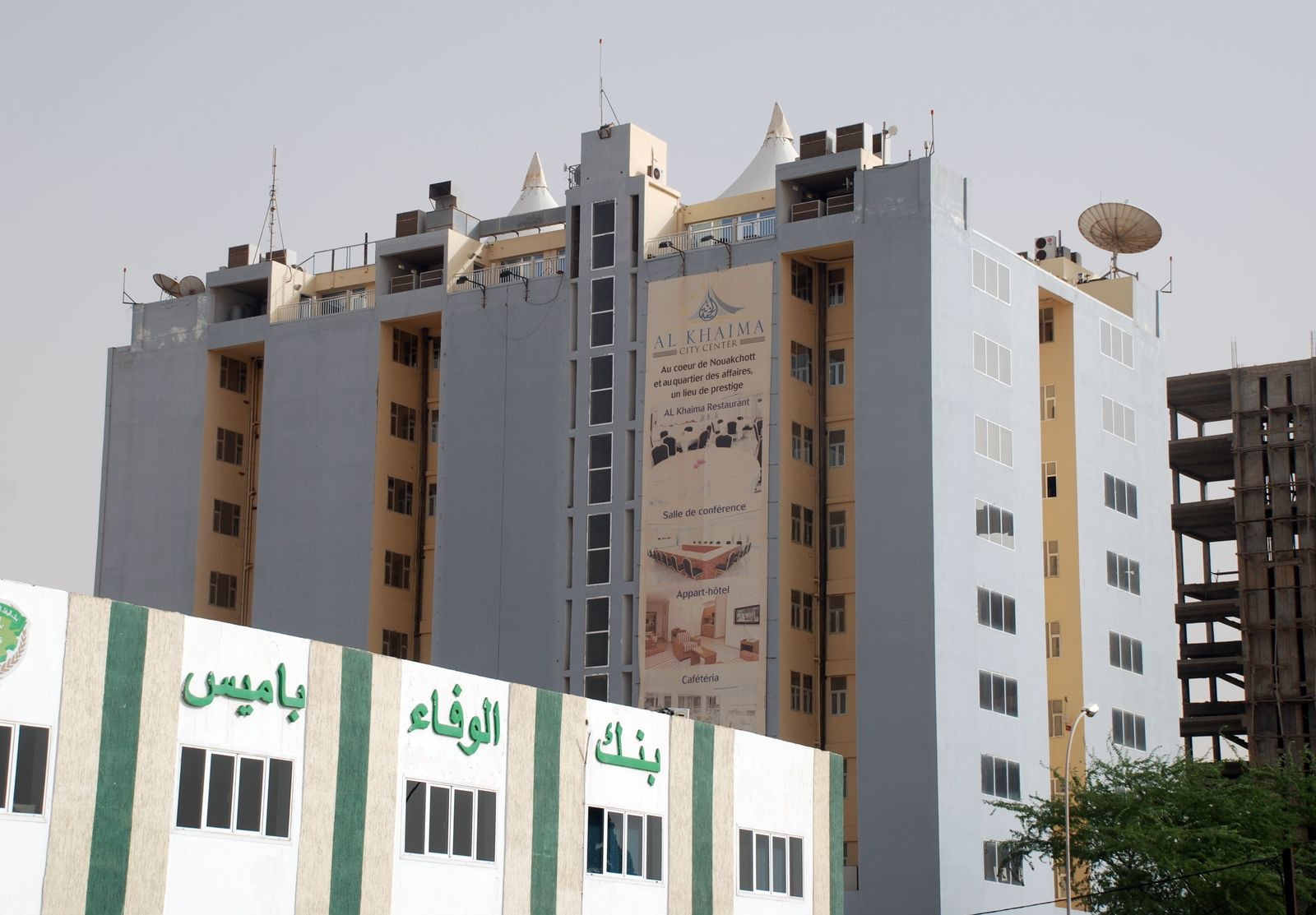
Al-Khaima-Hotel und -Konferenzzentrum, das höchste Gebäude im Zentrum. Die Gebäude sind sonst selten höher als zwei Stockwerke.

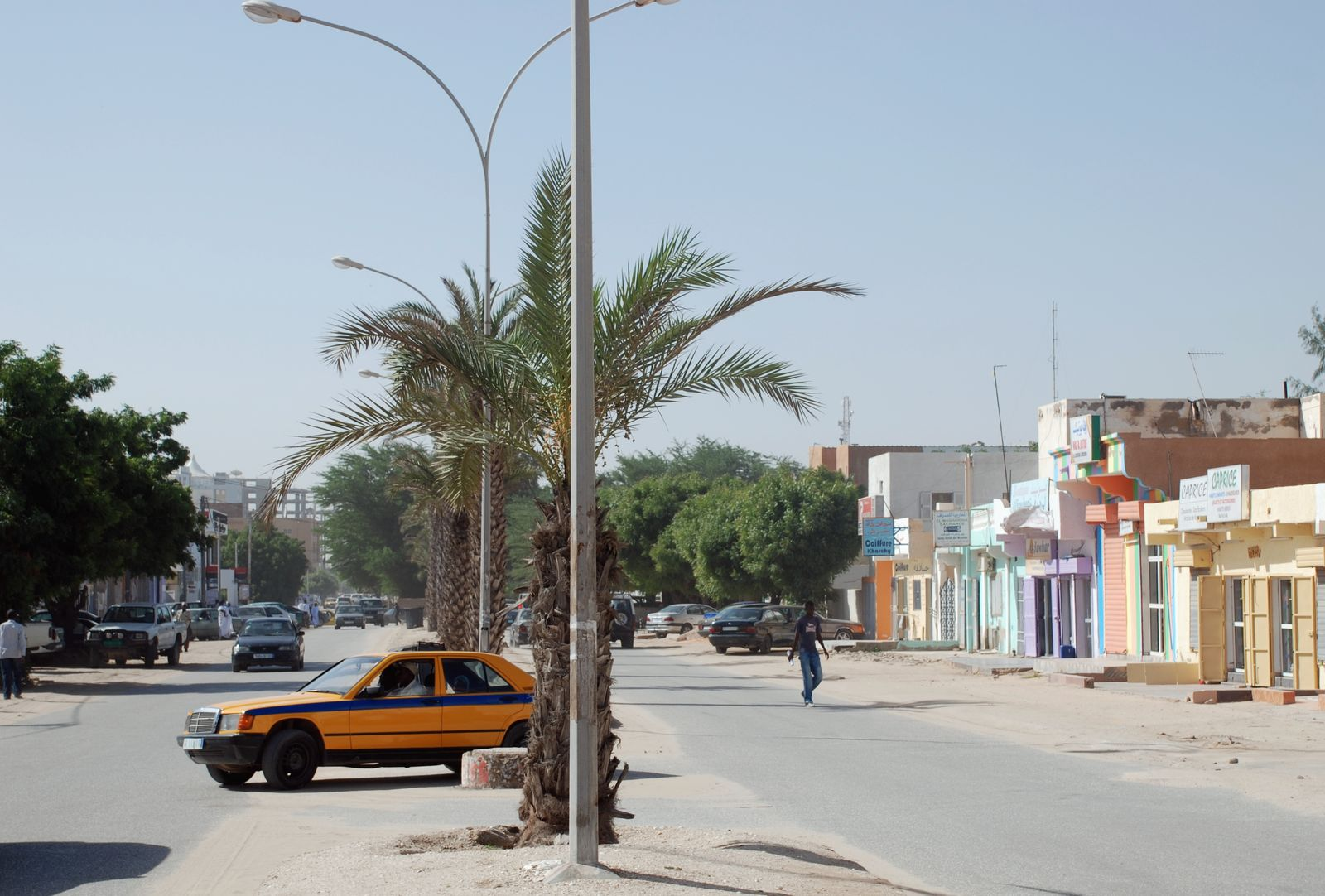
Avenue du Général de Gaulle nach Süden, die Hauptgeschäftsstraße

Ab Mitte der 1970er Jahre verschlechterte sich die Wirtschaftslage des Landes durch die militärisch aussichtslose Teilnahme am Westsaharakonflikt, bei dem Mauretanien von 1976 bis 1979 einen südlichen Teil der Westsahara besetzt hielt, und durch mehrjährige Dürreperioden. Von 1971 bis 1975 und 1978 bis 1984 sanken die Niederschläge auf etwa 70 Prozent unter den Durchschnittswert, pro Jahr drang die Wüste acht Kilometer nach Süden vor, weite Landstriche wurden unkultivierbar. Große Teile des Viehbestandes gingen verloren und die nomadisch lebende Bevölkerung des Landes, die bei der Unabhängigkeit noch in der großen Mehrheit war, ging bis 1980 auf einen Anteil von 23 Prozent zurück. Lebten 1960 nur drei Prozent der Bevölkerung in Siedlungen, so waren es 1985 bereits 44 Prozent. Die meisten Migranten zogen nach Nouakchott, viele lebten anfangs noch in Zelten. Für die Hauptstadt bedeutete dies einen unkontrollierten Bevölkerungsansturm, der zu einem Anwachsen informeller Siedlungen (bidonvilles) und einer der am schnellsten voranschreitenden Verstädterungsraten im postkolonialen Afrika führte. Die Zeltsiedlungen an den Stadträndern wurden mit den passenden Wortneuschöpfungen „bidotentes“ und „khaimahaillons“ (franz. „Slumzelte“, arab.-franz. „Zelte aus Lumpen“) belegt.
Zweimal rückten Kämpfer der Polisario während des Westsaharakonflikts bis in die Stadt vor. Von einem Lager etwa 70 Kilometer nördlich brach eine kleine Truppe der von al-Wali Mustafa Sayyid geleiteten Einheit (kataeb) am Morgen des 8. Juni 1976 mit einigen Landrovern auf, beschoss eine halbe Stunde lang ungezielt die nördlichen Außenbezirke und kehrte sogleich wieder ins Lager zurück. Am Abend desselben Tages fuhren sie nochmals nach Nouakchott und feuerten mit größerer Genauigkeit in den Garten des Präsidentenpalastes und auf die umliegenden Botschaften. Präsident Moktar Ould Daddah hatte die Gefahr offensichtlich unterschätzt, er war erst einen Tag zuvor von einem Staatsbesuch der Kapverden zurückgeflogen. Der zweite Überfall (ghazzi) fand am Abend des 3. Juli 1977 statt. 45 Landrover fuhren Tag und Nacht von ihrer Basis Amgala (nördlich Bir Moghrein im äußersten Norden Mauretaniens) etwa eine Woche lang durch, um wieder mit ein paar Mörsergranaten das Gelände des Präsidentenpalastes zu treffen. Auf dem Rückweg fühlten sie sich derart sicher, dass sie die Asphaltstraße nach Norden befuhren und erst vor Akjoujt in die Wüste abbogen. Sie gelangten fast ohne Verluste nach Amgala zurück.
Der Höhepunkt der Wirtschaftskrise durch den Krieg, den damit verbundenen Rückgang der Eisenerzexporte und durch die seit der Ölkrise 1973 teurer gewordenen Ölimporte war 1978 erreicht. Im Juli wurde der Präsident durch einen Putsch abgesetzt und später unter anderem wegen „Schädigung der wirtschaftlichen Interessen der Nation“ verurteilt. Nouakchott war von internationaler Nahrungsmittelhilfe abhängig geworden.

## Bevölkerung

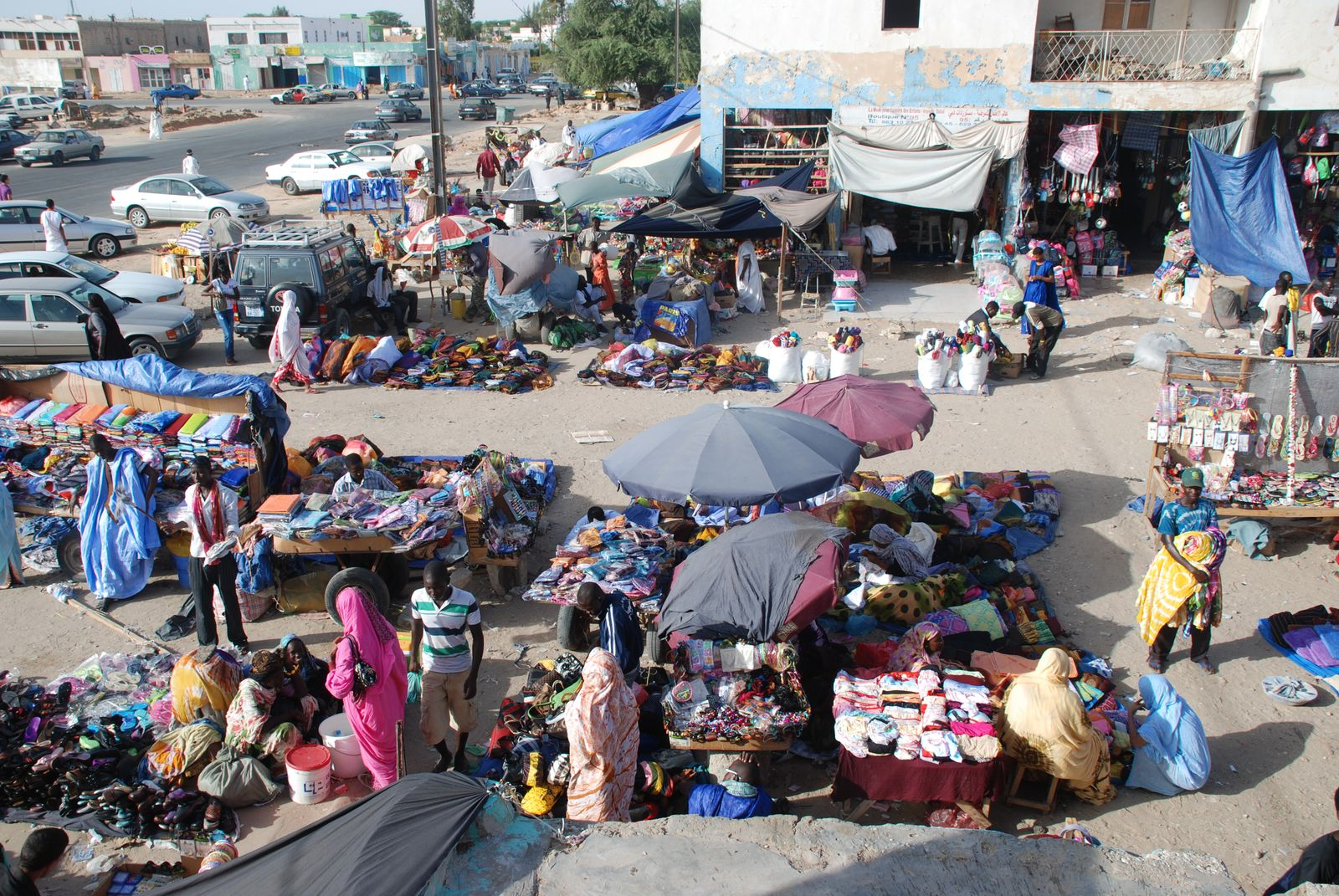
Marché Capitale im Stadtteil El-Mina. Eine Straße westlich und eine südlich der zentralen Kreuzung

Zum Zeitpunkt der Unabhängigkeit war Atar mit 10.000 Einwohnern die größte Stadt des Landes, 1962 hatte Nouakchott 5.807 Einwohner, bereits 1963 lag die Hauptstadt mit 13.000 Einwohnern vorn. Durch das anschließende extreme Bevölkerungswachstum ergaben sich bei der Volkszählung 1977 offiziell 134.704 Einwohner, von denen 81.279 in provisorischen Unterkünften und Zelten (Chaīmas) in den Bezirken Ksar und Cinquième Quartier lebten und überwiegend von der Unterstützung durch Verwandte abhängig waren. In den Städten des ganzen Landes gab es zu dieser Zeit nur 39.700 Arbeitsplätze in den modernen Bereichen Industrie, Verwaltung und Handel. Die Arbeitslosigkeit ist bis heute sehr hoch.
Die Einwohnerangaben sind möglicherweise unterschätzt, weil sich viele Neuankömmlinge nicht registrieren lassen und vor allem in den Behelfsunterkünften in den Randbereichen eine hohe Fluktuation herrscht. 1974 stellte die Stadtverwaltung kostenlos Parzellen zur Verfügung, die binnen kurzer Zeit mehrmals den Besitzer wechselten, wobei sich der Preis vervielfachte.
1988 betrug die Einwohnerzahl 393.325, eine offizielle Schätzung ergab 1998 667.300 Bewohner. Nach einer Berechnung war die Zahl der Einwohner 2013 auf 894.403 angestiegen. 2023 wurde bei einer Volkszählung 1.446.761 Einwohner gezählt, womit die Einwohnerzahl die Millionenmarke überschritt.
Die Einwohner sind zu annähernd 100 Prozent sunnitische Muslime. Die einzige christliche Glaubensorganisation ist das römisch-katholische Bistum Nouakchott, das von seinem Sitz in der Hauptstadt für das gesamte Land zuständig ist.

## Stadtbild

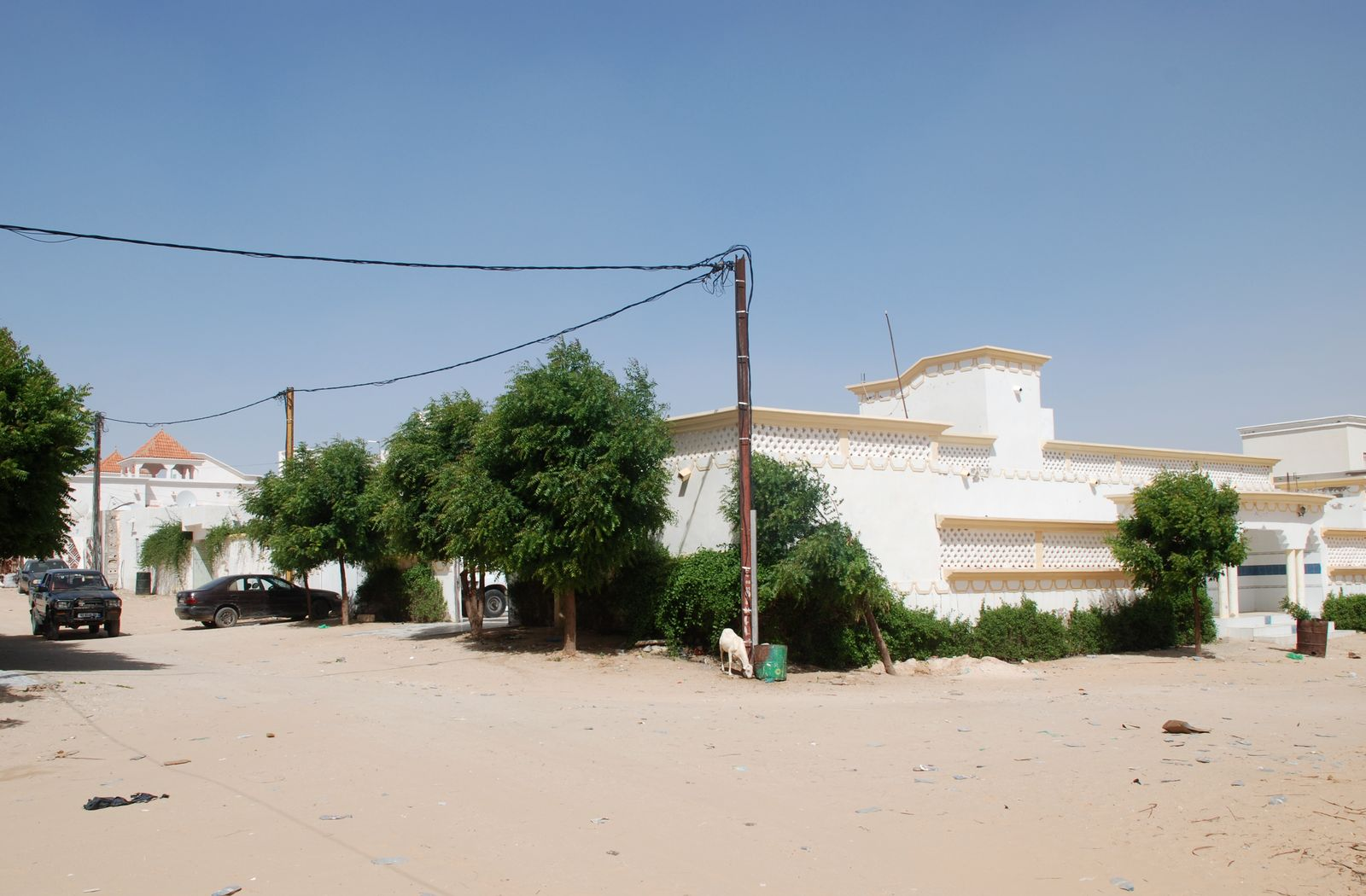
Villengebiet Las Palmas im Norden

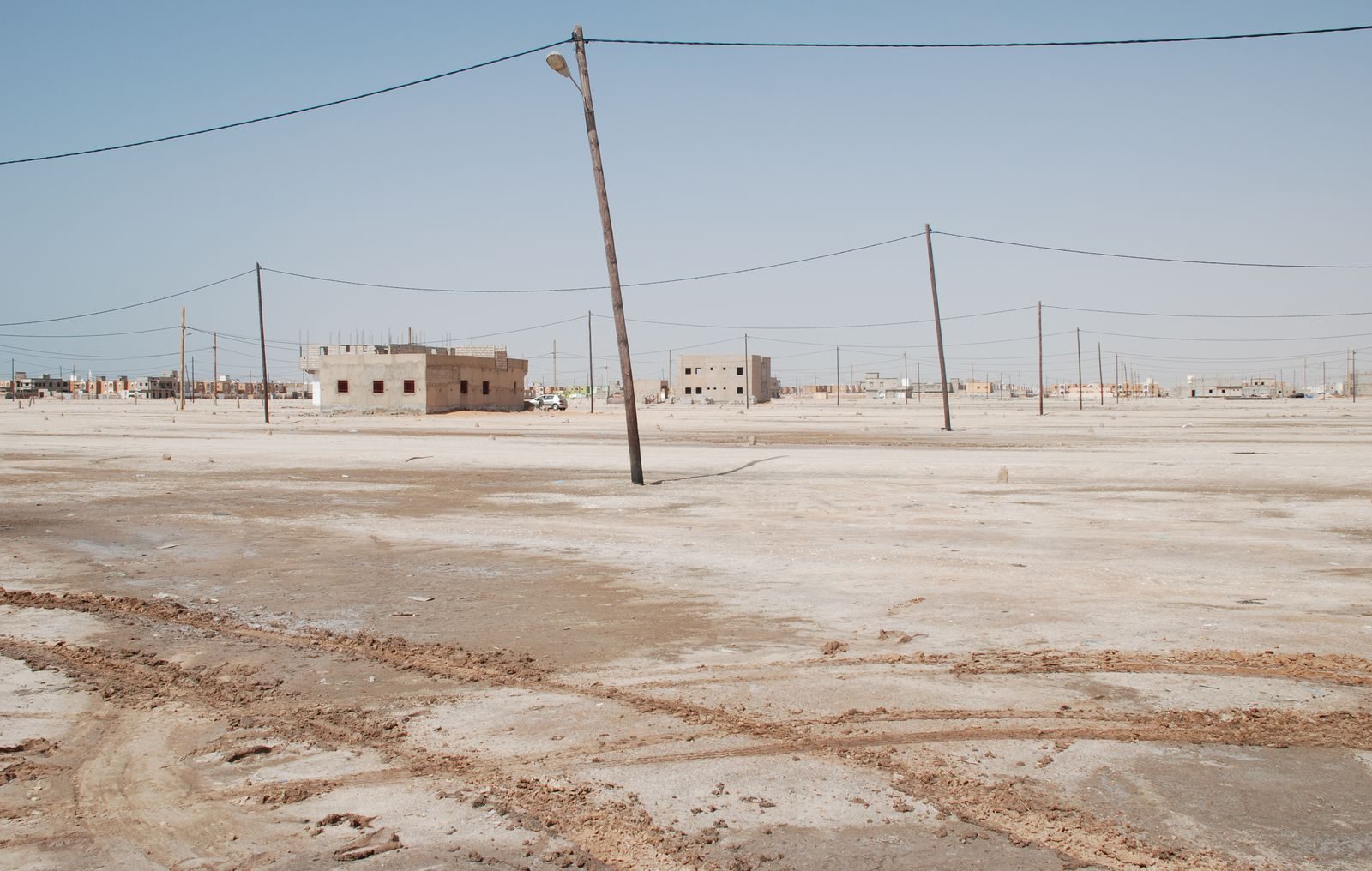
Geplante Stadterweiterung des Bezirks Sebkha nach Westen. Am Horizont links (Richtung Meer) eine kompakte Wohnsiedlung der Mittelschicht

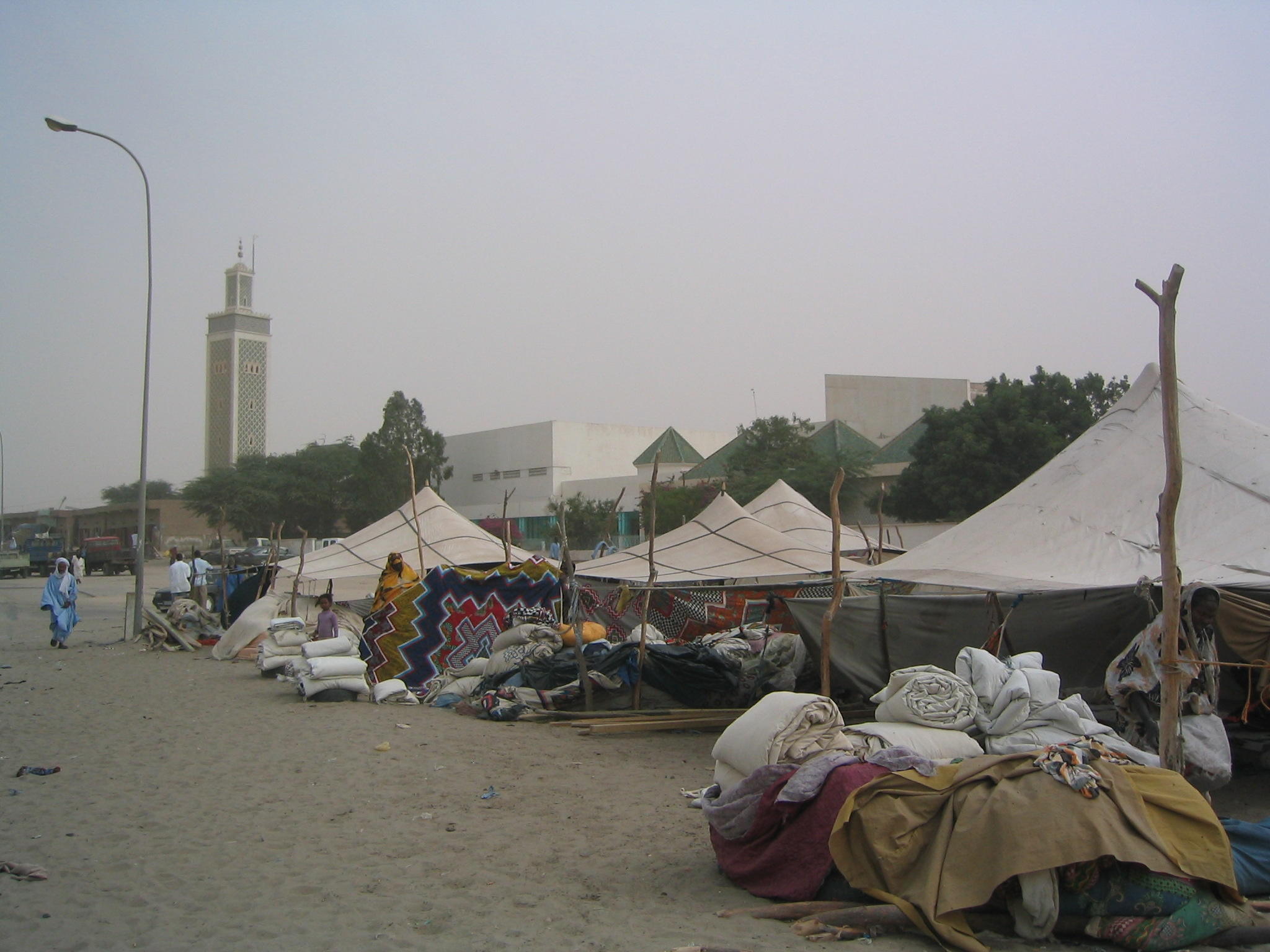
Zeltmarkt, hinten das Minarett der marokkanischen Moschee. Die Chaīma-Stoffbahnen werden im Marché Capitale vernäht und hier zweilagig zusammengesteppt

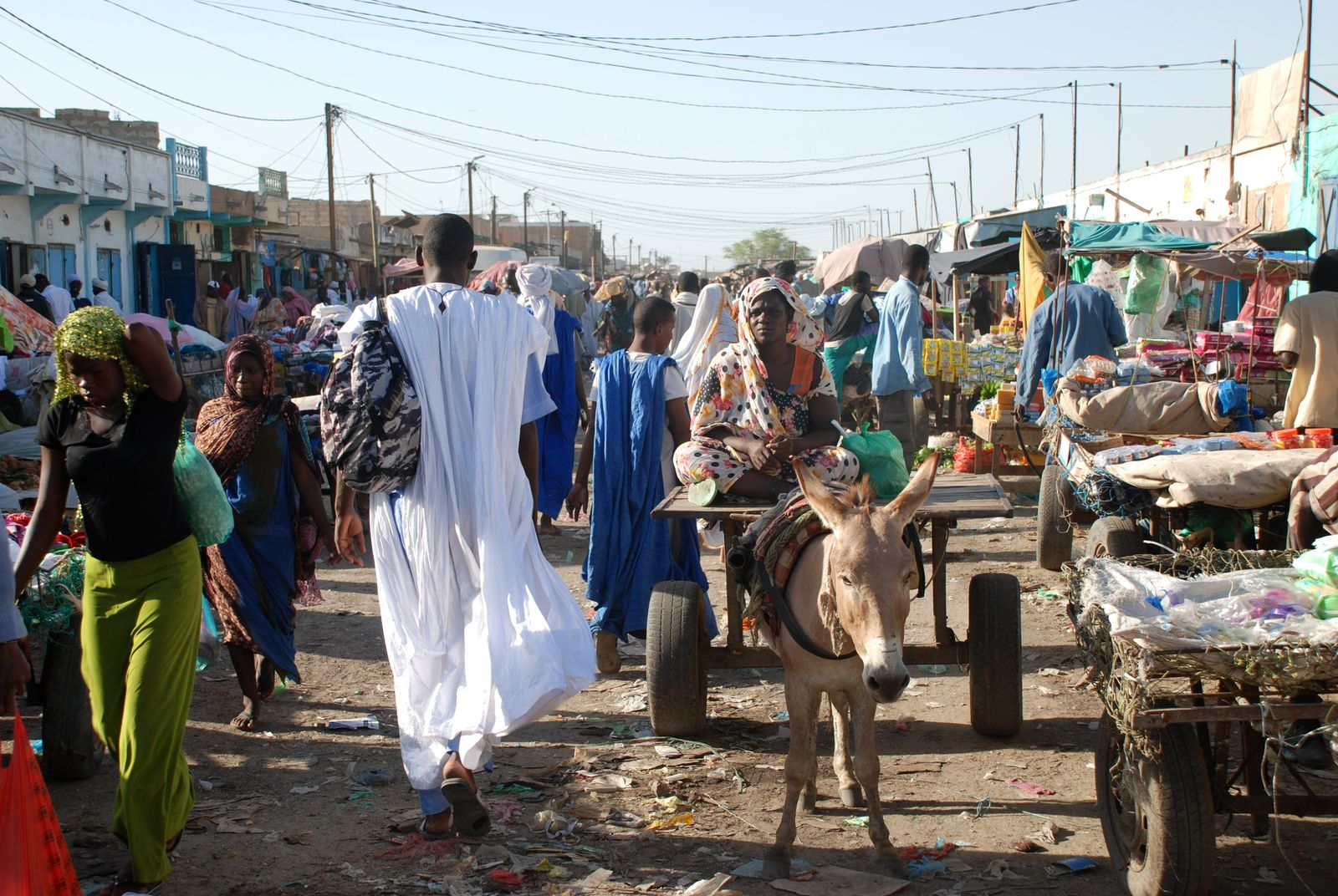
Cinquième Marché weiter im Süden

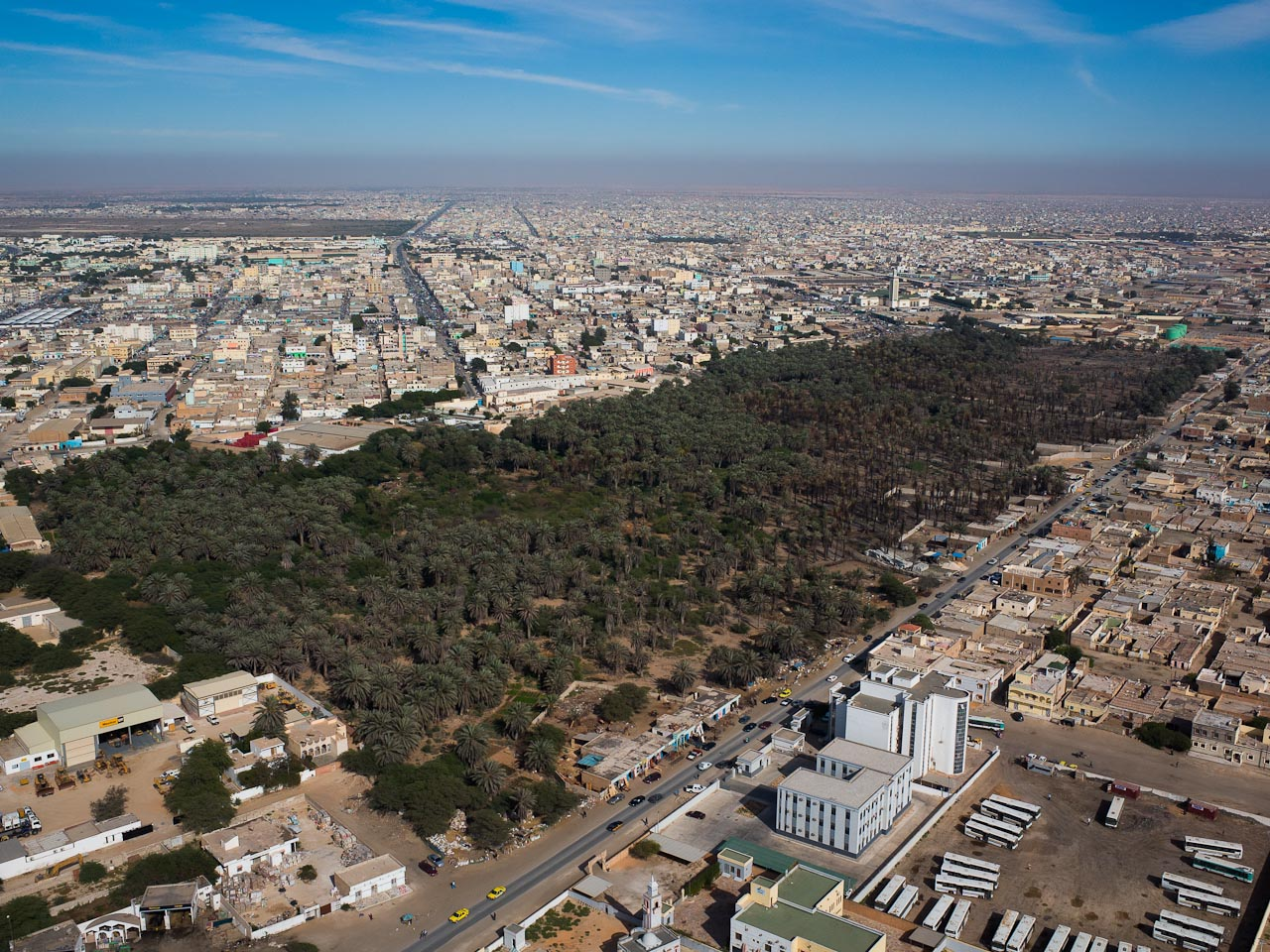
Blick auf die Stadt

Die geografische Mitte der Stadt wird vom Kreuzungspunkt der beiden mehrspurigen Boulevards gebildet, die von einem Schachbrettmuster weiterer breiter Straßen umgeben sind. Die Hauptverkehrsader ist die ost-westlich verlaufende Avenue Abdel Nasser, die westwärts nach sechs Kilometern am Hafen endet und in östlicher Richtung zunächst durch ein weitläufiges Viertel mit Regierungsgebäuden führt und das Zentrum mit dem drei Kilometer nordöstlich gelegenen internationalen Flughafen verbindet. Die Avenue du Général de Gaulle durchquert ganz im Norden ein Villengebiet, anschließend das Geschäfts- und Botschaftsviertel und führt südlich der Hauptkreuzung durch mehrere Marktviertel bis zum mehrheitlich von Schwarzafrikanern bewohnten Cinquième Quartier im Süden.
Das frühere, Ksar genannte Dorf ist im heutigen ersten Bezirk Ksar aufgegangen, an dessen Ostrand der Flughafen liegt. Ein Ortszentrum ist nicht mehr erkennbar; planquadratisch angelegte Erdstraßen durchziehen das kilometerlange Meer aus eingeschossigen einfachen Wohngebäuden, die sich seitlich der Ausfallstraße nach Atar hinziehen.
Die ursprüngliche Einteilung umfasste nur vier Bezirke. 1986 wurde die Stadt in neun offizielle Bezirke (franz. arrondissements, hassania moughataa) eingeteilt:
- Arafat (nach Jassir Arafat und der Ebene ʿArafāt bei Mekka)
- Dar Naim (arabisch „Haus/Land des Naim“)
- El Mina (arabisch „Hafen“), auf Stadtplänen auch Cinquième Quartier (französisch „fünfter Bezirk“)
- Ksar (arabisch, al-qaṣr, „Burg“, „Festung“)
- Riad (Riyadeh, nach der saudi-arabischen Hauptstadt Riad)
- Sebkha (hassania, „lehmige Senke“, Sabcha)
- Tavragh-Zeina („die schöne Frau“)
- Teyarett („Tal zwischen zwei Dünen“)
- Toujounine (alter berbersprachiger Ortsname)[18]

Zwei über die neun Bezirke hinaus neu hinzugekommene Stadtteile werden Las Palmas und Tensouelim genannt.
Tavragh-Zeina ist das zentrale Stadtviertel westlich von Ksar. Auf dem Weg vom Flughafen ins Zentrum durchquert die Avenue Abdel Nasser zunächst einen weitläufigen Bereich ohne Wohnhäuser, in dem sich der Präsidentenpalast, die Nationalversammlung, Ministerien, das Polizeihauptquartier und eine riesige kubische, weiß gestrichene Freitagsmoschee mit einem Dach aus zehn Kuppeln befinden. Hier wurde 1981 die erste Universität des Landes, die Université de Nouakchott für etwa 8000 Studierende eröffnet. Das Nationalmuseum von Mauretanien mit archäologischen Funden und maurischer Volkskunst ist im selben, von der Volksrepublik China finanzierten Gebäude (Haus der Partei und Kultur) untergebracht wie die Nationalbibliothek. Vorbei am Gebäude der Post folgen in Richtung der Hauptkreuzung die mauretanische Zentralbank (BMCI Bank), Flugbüros und direkt an der Kreuzung das höchste Bauwerk der Stadt, das etwa zehnstöckige Hotel und Kongresszentrum Al-Chaīma (arabisch „Zelt“), dessen Name sich durch zwei symbolisch zur Dachbekrönung erhöhte Nomadenunterkünfte rechtfertigt, die auf den Beginn der Stadtentwicklung verweisen. Etwa 200 Meter nordöstlich steht die von Saudi-Arabien errichtete Moschee.
Weitere Hotels, einige gehobenere Einkaufsläden und Botschaftsgebäude liegen an der Avenue du Général de Gaulle nach Norden. Nach 1,5 Kilometern in dieser Richtung folgt ein zweites Botschaftsviertel und mit dem neu benannten Bezirk Las Palmas ein Villengebiet mit breiten Straßen und Privatkindergärten. Die Sozialunterschiede in Mauretanien sind nirgendwo so deutlich zu sehen wie in der Hauptstadt.
Die übrigen Hauptstraßen im „vornehmen“ Geschäftsviertel tragen ebenfalls zum Zeichen ihrer Bedeutung die Namen großer damaliger Staatsmänner: Bourguiba, Kennedy, Gandhi oder Lumumba. Für die Hauptstraßen der südlich angrenzenden Medina im Stadtteil El-Mina schienen im übernommenen kolonialzeitlichen Denken die heute kaum noch bekannten Namen regionaler Prominenz aus Politik und Geschichte ausreichend zu sein. Die große Mehrheit der Nouakchotter Straßen trägt eine Nummer oder ist unbezeichnet und ist zudem nicht asphaltiert.
Der große Markt (Marché Capitale) bietet in zweigeschossigen Betongebäuden und auf den umliegenden Flächen ein großes Angebot an Nahrungsmitteln, Stoffen, besonders Obergewänder der Männer (Derra’a), Schmuck und Haushaltswaren. In den Räumen des oberen Stockwerks haben sich viele Schneidereien und sonstige Handwerksbetriebe eingemietet. Ein noch größerer Markt, der Cinquième Marché findet täglich rund zwei Kilometer südlich statt. Hier lebt eine mehrheitlich schwarzafrikanische Bevölkerung, das Warenangebot beinhaltet dementsprechend auch viel Kleidung aus dem Senegal. Hierzu gehören die leuchtendfarbigen M’boubous der Frauen. In dieser Gegend steht ein von Marokko im Stil der Koutoubia-Moschee errichtetes Gebetshaus. Den Platz davor belegt der einzige große Zeltmarkt des Landes, in welchem Frauen die weißen Chaīma-Stoffe zusammennähen.
Östlich der Ausfallstraße nach Rosso liegen die einfachen Wohnviertel mit einstöckigen Häusern, Arafat, und entlang der Straße nach Süden, Riad. Gleichfalls junge Stadterweiterungen Richtung Boutilimit nach Osten sind Toujounine und noch weiter außerhalb Tensouelim. Nördlich des Flughafens Richtung Atar dehnen sich etwa sechs Kilometer vom Zentrum die Stadtteile Dar Naim und Teyarett weiter aus. Sebkha ist ein nah der Stadtmitte im Westen gelegenes Neubauviertel des Mittelstandes. Hier liegt an der Avenue Abdel Nasser das moderne Landeskrankenhaus, das zur Bauzeit in den 1980er Jahren mit 500 Betten das einzige größere Krankenhaus des Landes war. Weite ebene Flächen waren Richtung Meer im Jahr 2010 parzelliert worden und für eine zukünftige Bebauung mit größeren Wohneinheiten vorgesehen.
Um 1985 plante die ökologisch orientierte, in ganz Westafrika tätige Architektengruppe A.D.A.U.A. in einem Wohnbezirk eine Mustersiedlung von 115 Wohneinheiten aus kuppelüberwölbten Ziegelhäusern. Ein ähnliches Projekt war das Hôpital de Kaédi in der gleichnamigen Stadt. Die beabsichtigte Vorbildwirkung auf von der lokalen Bevölkerung zu erstellende Wohnhäuser blieb bei allen Projekten aus.

## Sozial- und Umweltprobleme
Der durchschnittliche Lohn für Arbeitskräfte beträgt in den Bidonvilles einen US-Dollar pro Tag. 1995 kam es zu dreitägigen Sozialunruhen, die sich unter den geschätzten 40 Prozent der Stadtbevölkerung ausbreiteten, die in unzureichenden Verhältnissen leben. Die geringe Zahl regulärer Beschäftigungsverhältnisse förderte einen ausgeprägten informellen Sektor. Nach einer Studie von 1981 entsprachen die dort erzielten Einnahmen meistens jenen der angestellt Beschäftigten oder lagen sogar darüber.
Während der Regenzeit in den Monaten Juli bis September kommt es regelmäßig zu Überschwemmungen besonders in den neubesiedelten äußeren Stadtvierteln. Einige dieser Viertel liegen in flachen Senken, die für eine Bebauung ungeeignet sind und über keine Entwässerung verfügen. Dies gilt für alle Gebiete, die weniger als drei Meter über dem Meer liegen und in denen der salzhaltige Grundwasserspiegel in der Regenzeit die Oberfläche erreicht. Allein in den von Überschwemmung betroffenen Gebieten wuchs die überbaute Fläche zwischen 1988 und 2008 um 12,4 km². In manchen Jahren bilden sich Rinnen in den Sanddünen, durch die eine Lagune am Südrand der Stadt mit Meereswasser gefüllt wird. Dann sind auch die angrenzenden Slumgebiete von Überschwemmung bedroht. Für das eindringende Meereswasser wird der Ausbau des Hafens ab den 1970er Jahren verantwortlich gemacht. Die Anlage des Hafenbeckens hatte zur Folge, dass eine Sandbarriere entlang der Küste abgeschwemmt wurde und die Küstenlinie zwischen 1989 und 1999 in diesem Bereich um 340 Meter zurückgewichen ist.
Aufgrund schlechter Wohnqualität, unzureichender sanitärer Ausstattung der Wohnungen, stehender Wasserflächen und Parzellen mit bewässertem Gemüseanbau innerhalb des Stadtgebiets steigt seit der Jahrtausendwende die Zahl der Malariafälle. Nach einer 2009 veröffentlichten Untersuchung stammen die meisten Malariaerkrankten (53 von 61 positiven Fällen) aus den beiden nordöstlichen Stadtbezirken Dar Naim und Teyarett.

## Wirtschaft und Infrastruktur
Der Ausbau der Infrastruktur konnte in keiner Hinsicht mit der Bevölkerungszunahme und der Erweiterung der überbauten Stadtfläche mithalten. Zwischen 1998 und 2008 wuchs die Siedlungsfläche durchschnittlich um 2,77 km² pro Jahr von 37,42 auf 92,97 km². Damit einher ging eine Bevölkerungszunahme von 22.679 Einwohnern pro Jahr.
In den ärmeren Bezirken ist eine ausreichende Versorgung mit Trinkwasser nicht gewährleistet. Die Stadt erhält ihr Wasser aus dem Trarza-Grundwasserleiter bei Idini, 50 Kilometer östlich an der Straße nach Boutilimit. Über eine Hochdruckleitung wird der Hauptwasserturm in der Nähe des Präsidentenpalastes befüllt. Im Jahr 2008 flossen 55.000 m³/Tag durch diese Leitung. Von dort werden weitere Hochbehälter mit Wasser versorgt. Entsprechend ihrer Wertigkeit enthalten das zentrale Stadtviertel, bestimmte Industriebetriebe, das Militär und Hotels bevorzugt Wasser. Nur wenige Privathaushalte haben einen direkten Wasseranschluss. In Abständen von ein- bis zweihundert Metern befinden sich in den Wohnvierteln öffentliche Wasserzapfstellen, an denen das Wasser in Plastikkanister oder Fässer gefüllt und auf Eselkarren zu den Haushalten transportiert wird.
Da nach einer Studie von 2008 der Trinkwasserbedarf für 2010 mit 100.000 m³/Tag veranschlagt wurde, also fast doppelt so hoch, wie aus der bislang einzigen Wasserquelle der Stadt zu beziehen ist, befindet sich seit 2001 das Aftout-Saheli-Projekt für eine Pipeline in Planung, mit der Wasser aus dem Senegal über eine Entfernung von 170 Kilometern hergepumpt werden soll. Das Projekt wird von der Weltbank und islamischen Banken finanziert. Bis 2020 soll sich die verfügbare Trinkwassermenge auf 170.000 m³/Tag erhöhen. Im Jahr 2012 verfügten über 28 Prozent der Stadtbevölkerung nicht ausreichend über Trinkwasser.

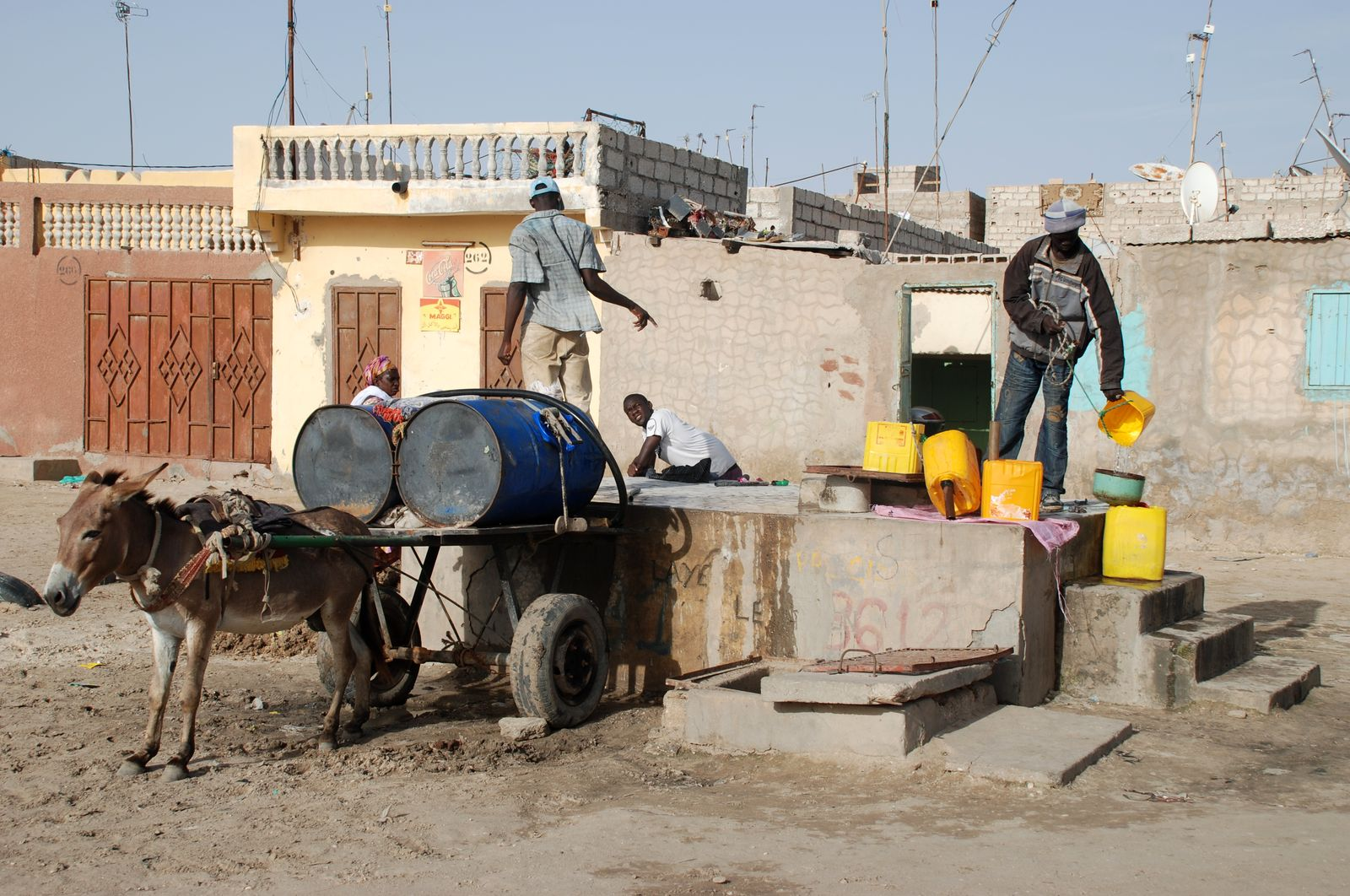
Eine von hunderten Wasserversorgungsstellen in den einfachen Wohngebieten

Nur die Abwässer eines geringen Prozentsatzes der Einwohner (vier Prozent nach einer Untersuchung im Jahr 2000) fließen über ein städtisches Abwasserleitungssystem der Kläranlage zu. Der größte Teil der Abwässer wird in Senkgruben und Abwassertanks geleitet oder es existiert außer offenen Latrinen überhaupt keine Abwasserentsorgung. Durch Bakterien und Schwermetalle verunreinigtes Brauchwasser, das vor allem im Bezirk Sebhka zur Bewässerung von Gemüsefeldern verwendet wird, stellt ein Gesundheitsproblem dar.
In den ohne Genehmigung errichteten Bidonvilles (kebbé, „Müllhalde“), in denen ca. 40 Prozent der Bevölkerung leben, mangelt es an Elektrizität und medizinischer Versorgung. Daneben gibt es den Siedlungstyp der gazra, etwas solidere Wohnviertel mit ungeklärten Besitztiteln, in denen ein Drittel der Einwohner lebt. Der von Dieselgeneratoren produzierte elektrische Strom wird landesweit vom einzigen Stromanbieter, der staatseigenen Gesellschaft SOMELEC, zur Verfügung gestellt. Der Bedarf liegt über dem Angebot. Im Jahr 2004 waren 62,5 Prozent der Haushalte in Nouakchott mit elektrischem Strom versorgt, gegenüber 57,6 Prozent landesweit in den Städten.

### Verkehr

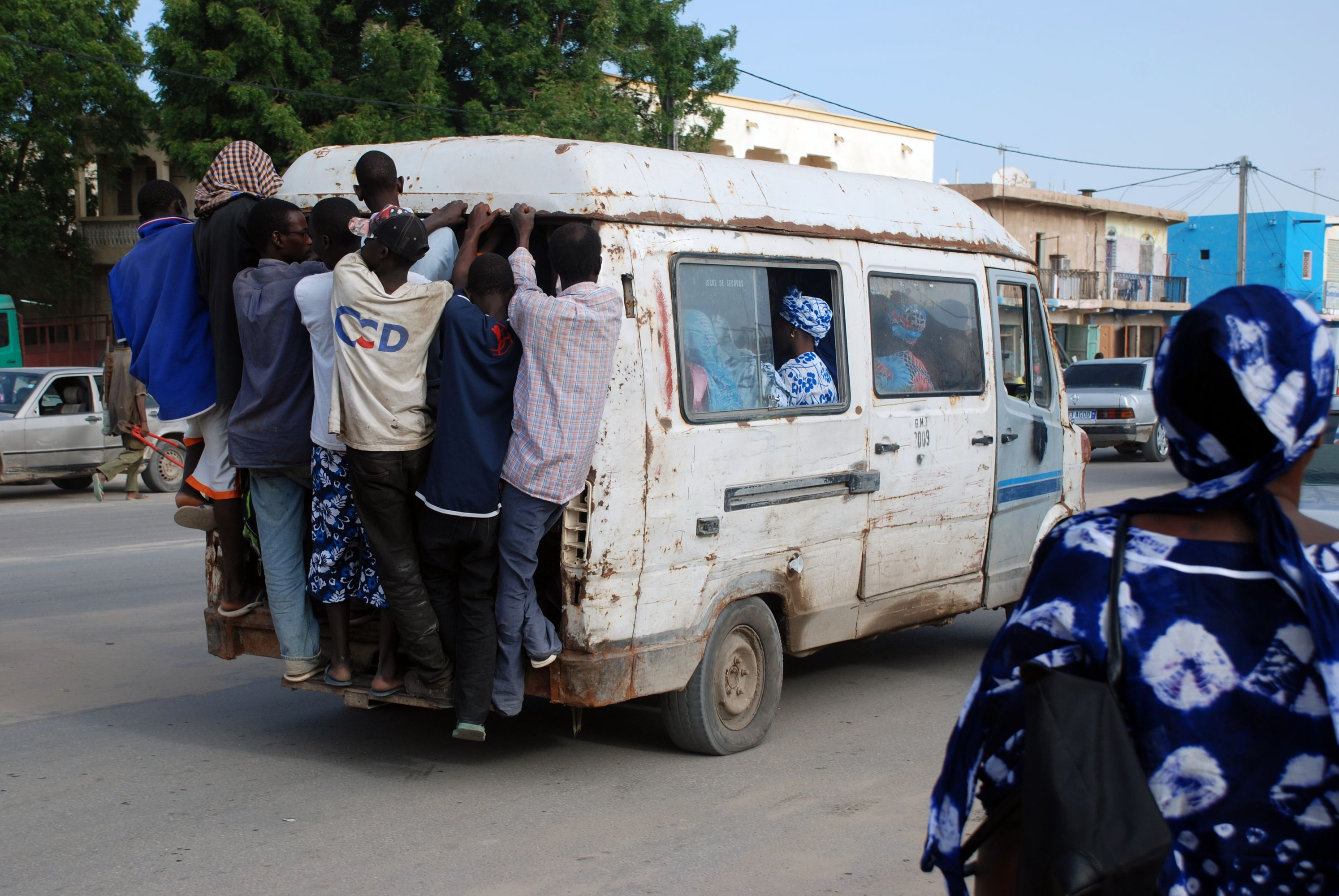
Minibusse im Stadtverkehr

In der gesamten Stadt fehlt ein geregeltes Nahverkehrssystem. Auf einigen Hauptstrecken verkehren private Minibusse, die in katastrophalem Zustand und chronisch überfüllt sind. Dafür fungieren viele PKWs als Sammeltaxis. Sie sind ungekennzeichnet und machen sich durch Hupen bemerkbar.
Drei der wichtigsten und längsten Fernstraßen verbinden Nouakchott in alle Himmelsrichtungen mit den entferntesten Gegenden Mauretaniens. Die traditionell wichtigste Straße ist die N2, die in Richtung Süden auf 203 Kilometer Länge über Rosso die Verbindung zum Nachbarland Senegal herstellt. Seit 2005 ist die Straße nach Norden verlängert und verbindet als 525 Kilometer lange Asphaltstraße die mauretanische Hauptstadt mit der Hafenstadt Nouadhibou im Norden. Zuvor gab es zwischen den beiden größten Städten des Landes nur eine schlechte Piste, die teilweise auf dem Sandstrand verlief.
Die einzige asphaltierte Straße, die das Land in west-östlicher Richtung durchquert, ist die 1100 Kilometer lange als Route de l’Espoir („Straße der Hoffnung“) bekannte N3. Sie führt von Nouakchott nach 262 Kilometern durch den ersten größeren Ort Boutilimit und endet in Néma, der letzten Siedlung vor der Grenze nach Mali. Eine weitere Fernstraße ist die N1; sie verlässt die Hauptstadt in nordöstlicher Richtung über Akjoujt (256 Kilometer) und erreicht nach insgesamt 440 Kilometern Atar, die größte Stadt im nördlichen Hochland.
Bis 2016 lag 1500 Meter östlich des Stadtzentrums das Areal des ersten Internationalen Flughafens Nouakchott. Diese Lage nahe der Innenstadt wurde mit dem starken Wachstum der Stadt immer mehr zum Problem. So wurde 25 Kilometer nördlich der Stadt im Jahr 2016 der Flughafen Nouakchott-Oumtounsy eröffnet und der alte Flughafen zeitgleich stillgelegt. Er bietet zahlreiche internationale und nationale Verbindungen.

### Hafen

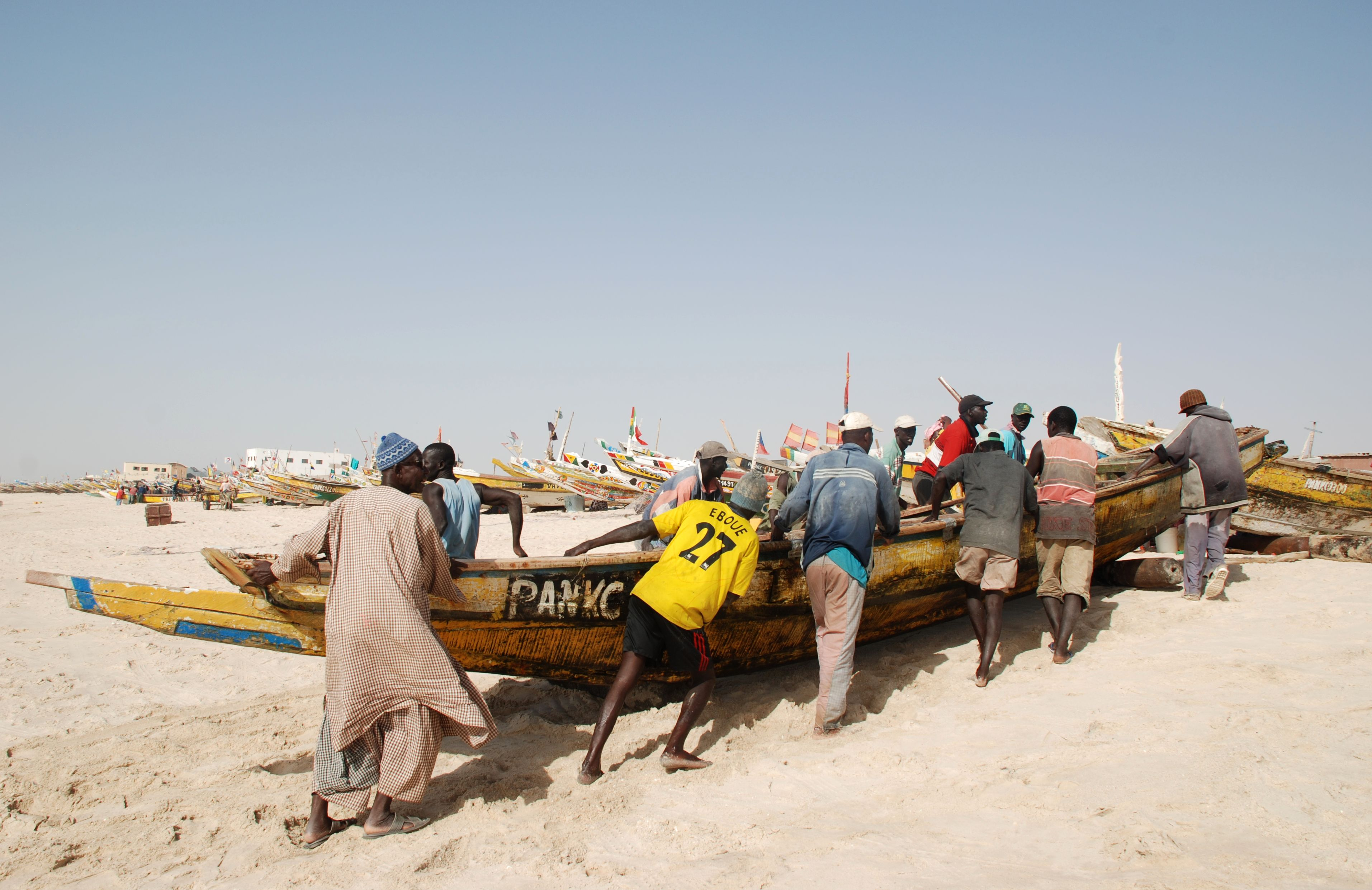
Port de Pêche. Die Boote mit Außenbordmotoren werden über Rollen aus dem Wasser gezogen, die Fische in Holzkisten auf Eselkarren zur Auktionshalle im Hintergrund gebracht

Zur Stadt gehören ein Strandabschnitt, an dem Fischerboote anlanden, ein Hafen für kleinere Schiffe bis fünf Meter Tiefgang und ein Industriehafen. Sechs Kilometer westlich des Stadtzentrums befindet sich der Fischerhafen Port de Pêche oder Plage des Pêcheurs; so genannt, weil die Fischerboote in einer gut ein Kilometer langen Reihe nebeneinander auf den Sandstrand gezogen werden. Eine Hafenmole an der ungeschützten geraden Küste gibt es nicht. Die Fischer sind überwiegend Wolof aus dem Senegal, andere kommen aus benachbarten Ländern wie Gambia oder Guinea. Die Fänge werden tagsüber, hauptsächlich am späten Nachmittag an Land gebracht und in einer Fischhalle versteigert.
Der Industriehafen liegt südlich des Fischerhafens. 1966 wurde die erste Hafenanlage sieben Kilometer südwestlich des Stadtzentrums in Betrieb genommen. Sie war für ein Handelsvolumen von 50.000 Tonnen pro Jahr ausgelegt. Anfang der 1970er Jahre wurde die Kapazität auf 200.000 Tonnen erweitert, um das Kupfererz aus dem Abbaugebiet bei Akjoujt verschiffen zu können. Mit einem weiteren Ausbau wurde 1977 eine Kapazität von 320.000 Tonnen erreicht. Um den Hafen begannen sich einige Industriebetriebe anzusiedeln.
Die Stadt hatte anfangs keinen geschützten Hafen, sie war daher auf die Versorgung auf dem Landweg über senegalesische Häfen angewiesen. 1967 begannen die Wirtschaftsbeziehungen mit der Volksrepublik China, als Moktar Ould Daddah bei seinem Staatsbesuch in China die Zusage über ein Anfangsdarlehen von fünf Millionen US-Dollar und ein Angebot über 200 Tonnen landwirtschaftliche Geräte erhielt. Diese konnten über den ein Jahr zuvor in Betrieb genommenen ersten Pier entladen werden. 1974 vereinbarte der mauretanische Präsident mit China den Bau eines Tiefwasserhafens in Stadtnähe für 37 Millionen US-Dollar, der bei seiner Fertigstellung 1986 zum umfangreichsten chinesischen Bauprojekt in Afrika nach der Bahnverbindung zwischen Tansania und Sambia (TAZARA) geworden war.
Die Grundsteinlegung für den Bau des von China finanzierten neuen Tiefwasserhafens fand im April 1979 statt; bei seiner Einweihung am 17. September 1986 erhielt der Porte Autonome de Nouakchott (PANPA) den Beinamen Port de l’Amitié („Hafen der Freundschaft“). Der Porte Autonome de Nouakchott verfügt über einen 585 Meter langen Kai mit fünf Piers bis zu einer Länge von 180 Metern. Die Haupteinfuhrprodukte des Industriehafens sind Zement, Weizen, Zucker, Mais, Milch und Fertigprodukte jeder Art. Viele Waren sind für das Binnenland Mali bestimmt und werden per LKW auf der Route de l’Espoir weitertransportiert. Ausgeführt werden in erster Linie Gips (50.000 Tonnen im Jahr 2008) der Gesellschaft Société Arabe des Industries Métallurgiques (SAMIA) aus einem Abbaugebiet zwischen Nouakchott und Akjoujt. Hinzu kommen als traditionelle Handelsware Tierhäute.

## Kultur
Musikaufführungen finden überwiegend bei privaten Zusammenkünften und Feiern der schwarzafrikanischen Bevölkerungsgruppen und der arabisch-berberischen Bidhan statt. Größere Konzerte werden im Stade Olympique, einem Fußballstadion für 40.000 Zuschauer im nördlich des Zentrums gelegenen Botschaftsviertel (an der Route des Ambassades) veranstaltet. Dort traten die bekanntesten mauretanischen Sängerinnen Dimi Mint Abba (1958–2011) und Malouma (* 1960) auf. Ihre auf Hassania gesungene Musik gehört zur traditionellen Bidhan-Kultur, die von einer speziellen Musikerkaste, den iggāwen mit den Hauptinstrumenten ardin (Winkelharfe der Frauen) und tidinit (Spießlaute der Männer), alternativ E-Gitarre, dargeboten wird.

## Sport

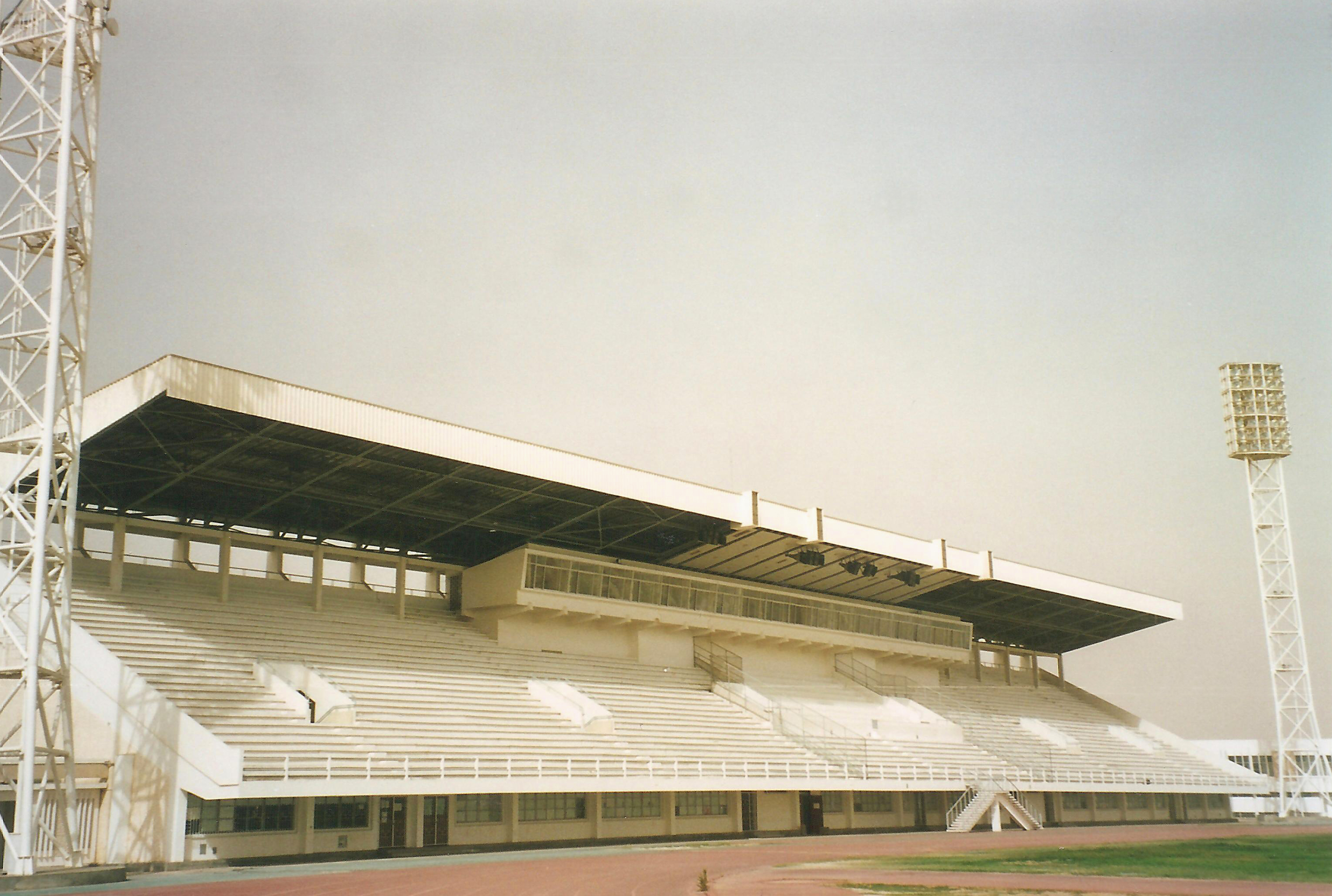
Das Stade Olympique fasst 40.000 Zuschauer

In Nouakchott spielt der Fußballverein ASC Tevragh Zeïna. Neben dem Stade Olympique existiert ein zweites Fußballstadion, das Stade de la Capitale an der Rue Mohamed Lemine Sakho im Südosten des Zentrums.

## Söhne und Töchter der Stadt
- Ely Ould Mohamed Vall (1953–2017), Politiker
- Aminetou Mint El-Moctar (* 1956), Menschenrechtsaktivistin
- Naha Mint Mouknass (* 1969), Politikerin
- Noura Mint Seymali (* vor 1975), Griot, Sängerin und Spielerin der Winkelharfe Ardin
- Youba Ould H’Meïde (* 1976), Leichtathlet
- Seydou M’Bodji (* 1979), Fußballspieler
- Karamogho Moussa Traoré (* 1982), Fußballspieler
- Jidou El Moctar (* 1985), Leichtathlet
- Mamoudou Athie (* 1988), Schauspieler
- Oumar N’Diaye (* 1988), Fußballspieler
- Ely Cheikh Voulany (* 1988), Fußballspieler
- Bocar Coulibaly (* 1989), Fußballspieler
- Ismaël Diakité (* 1991), Fußballspieler
- Aicha Fall (* 1993), Leichtathletin
- Mamadou Niass (* 1994), Fußballspieler

## Städtepartnerschaften
- Atar, Mauretanien
- Lanzhou, China
- Adrar, Algerien
- Madrid, Spanien